# Дурацкое цумэ

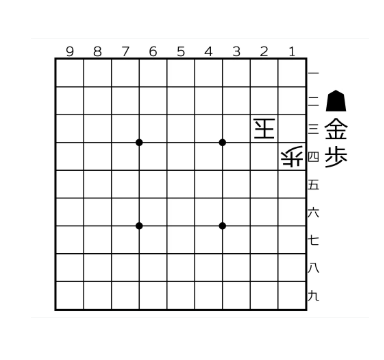
Кооперативное цумэ в 3 хода

Дурацкое цумэ (яп. 馬鹿詰 бака-цумэ) —один из жанров задач цумэ-сёги в которых обе стороны (и сэмэката и гёкуката), объединив свои усилия, стремятся поставить мат стороне гёкуката. Идея таких задач очень близка к задачам на кооперативный мат из обычных шахмат. Обе стороны действуют совместным образом, атакующая сторона должна каждый ход делать с шахом, и надо найти минимальную последовательность ходов, которая приведёт к мату стороне гёкуката. 
Простой пример на цумэ в 3 хода.
1.P*24
2.K23-13 (Если бы это была обычная задача, то король просто побил бы пешку и никакого мата бы не было, но в задачах такого жанра король подставляется под мат, который и получает следующим ходом)
3.G*23#.
Такие задачи могут иметь решения, cостоящие из сотен и даже тысяч ходов. Максимальным достижение в этом направлении явилась задача «Дзюгэму-3 (яп. 寿限無３)» которая имеет решение в 49 909 ходов.

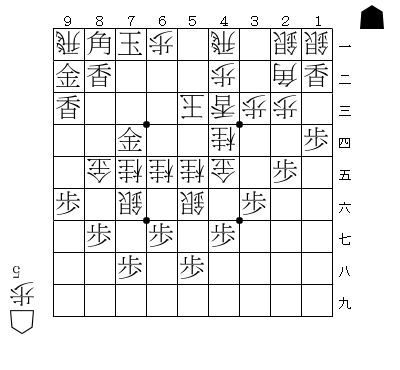
Дзюгему-3. Цумэ в 49 909 ходов